# Le Grenadier de Flandre
Le Grenadier de Flandre est une chanson française traditionnelle, dite de « salle de garde » ou « chanson galante ».

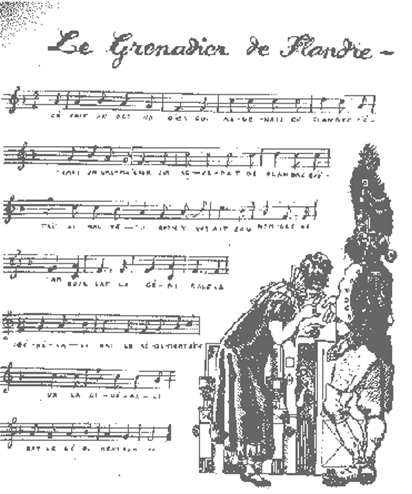
Partition du grenadier de Flandre

Il s'agit à la base d'une chanson paillarde française ayant voyagé jusqu'en Belgique et au Canada. Elle est ainsi connue au Québec sous le titre Zon, zon et les paroles ont été adaptées à la réalité québécoise : le grenadier est devenu cordonnier, et la Flandre, peu connue, par la France. Gabriel-Charles de l'Attaignant (1697-1779) a lui aussi modifié les paroles, pour en faire une chanson charmante et tout juste friponne.
La version originale française a été entre autres interprétée par Les Frères Jacques, Pierre Perret, Georges Brassens. La chanson est toujours fort appréciée des carabins français et bruxellois. La variante wallonne est chantée par les étudiants wallons.